# Estação Finch

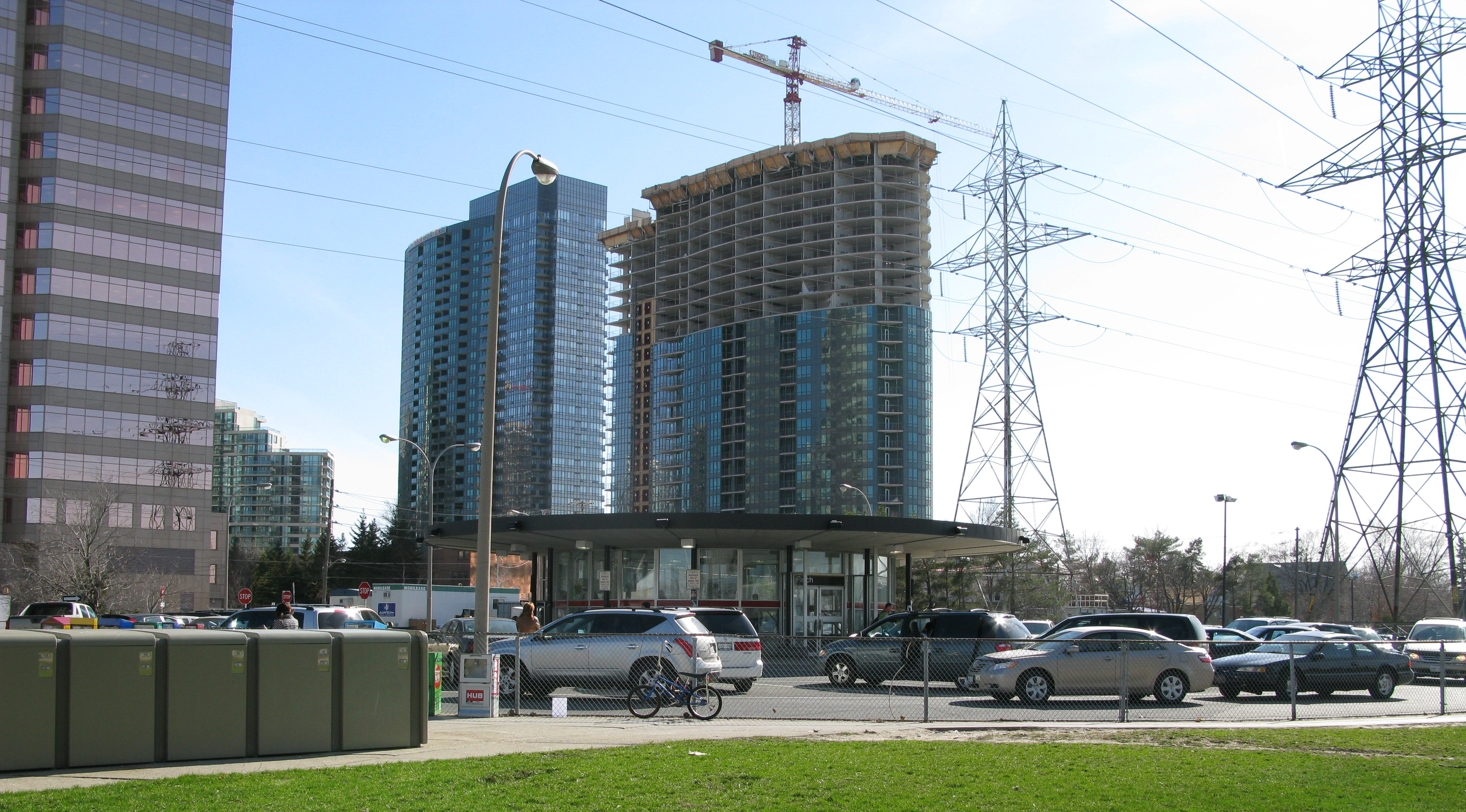
Espaço de embarque e desembarque rápido de usuários provenientes de veículos de terceiros (Kiss n' Ride).

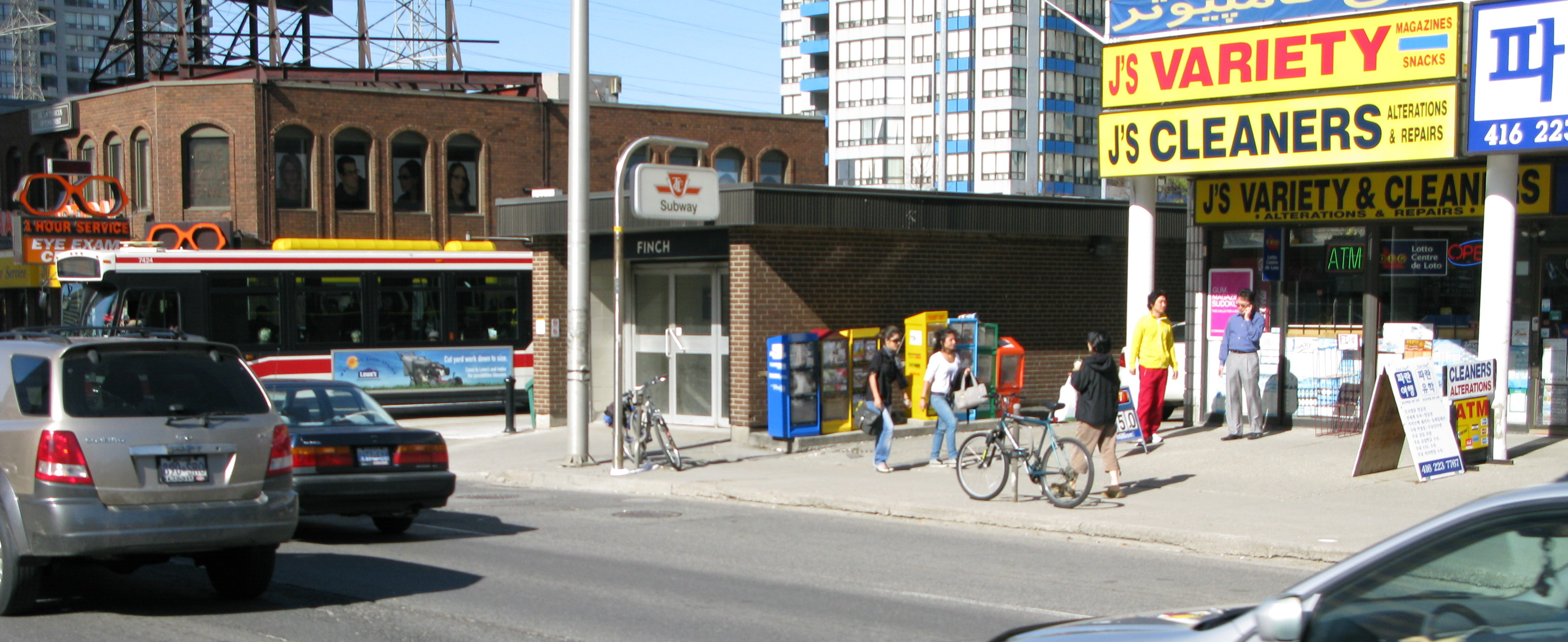
Entradas de passageiros e de ônibus da estação Finch.

Finch é uma estação do metrô de Toronto, localizada na linha Yonge-University-Spadina, secção Yonge. Localizada no cruzamento da Yonge Street com a Finch Avenue, Finch é a estação de metrô mais setentrional do TTC. O nome da estação provém da Finch Avenue, a principal rua leste-oeste servida pela estação. Finch é um dos dois términos da linha Yonge-University-Spadina, sendo o segundo a estação Downsview.
Finch é a quinta estação de metrô mais movimentada de Toronto (atrás das estações Bloor-Yonge, St. George, Kennedy e Sheppard-Yonge) e a estação sem conexão entre duas linhas diferentes de metrô mais movimentada da cidade. O principal motivo é o seu terminal de ônibus (que é integrado com a estação de metrô), a mais movimentada da cidade, servindo numerosas linhas de ônibus movimentadas, que servem a região norte da cidade. Próxima à estação Finch está o GO Finch Bus Terminal, estação de ônibus da GO Transit, que também atende ônibus da York Region Transit (incluindo duas linhas da Viva) e da Brampton Transit.
A estação possui dois estacionamentos, para permitir que usuários movam-se com conveniência de outras áreas (geralmente não bem servidas por TTC, ou nos subúrbios do norte). Estes dois estacionamentos possuem 3 251 espaços em conjunto, não o suficiente para atender a presente demanda. Pagamento é realizado via dinheiro vivo, embora seja de graça fora do horário de trabalho e nos finais de semana. Roubo de carros é uma ocorrência comum, com uma média de um a dois carros roubados por dia.